# Спомен-парк Краљева чесма
Спомен-парк Краљева чесма представља спомен-комплекс подигнут у знак сећања на краља Александра I Карађорђевића, место где је уједно стрељано неколико хиљада људи у јесен 1944. године од стране комунистичких власти.
Спомен-парк се налази у насељу Лисичији поток у општини Савски венац. Градња Краљеве чесме почела је 1932. године, направљена је 1936. године, да би била реновирана 2023. Лисичији поток је уједно највеће стратиште у Београду после Другог светског рата, где су комунистичке власти стрељале хиљаде Београђана.

## Опште информације
Чесма је почела да се прави 1932, а свечано је отворена 6. јула 1936. године у част краља Александра I Карађорђевића од стране Друштва за улепшавање и унапређење Дедиња, а пројектовао ју је руски архитекта Николај Краснов, тако да вода истиче из главе лава. Место на којем се налази је испод стене која формира литицу, а кроз њу иде природни извор воде. Чесму је свечано отворио тадашњи градоначелник Београда Влада Илић. Ово природно, градитељско и меморијално знамење Београда постало је због близине резиденције Карађорђевића у чијој се близини налазила. Простор око дворишта чесме налази се у непосредној близини Белог двора.
Комунистичка власт која је дошла на чело државе 1945. године на простору Лисичијег потока и на месту где се налази Краљева чесма убила је више хиљада Београђана, процењује се око 7.000. Спомен-парк је након тога препуштен зубу времена, а деведесетих година је додатно девастиран када су у непосредној близини Краљеве чесме направљене прве зграде, многе подигнуте на местима где су после Другог светског рата припадници ОЗНЕ ликвидирали људе, на неким местима су биле и масовне гробнице. Простор је највише урушен двехиљадитих година када је потпуно зарастао у коров и постао неприступачан за грађане. Наредних година овај простор постао је место за одлагање шута и испуштање отпадних вода.
Године 2009. покренута је иницијатива да се овај спомен-парк обнови, а да се у његовом склопу подигне и споменик жртвама комунистичког режима. Неколико удружења грађана, Српска православна црква, појединци и јавне личности од 2015. године су покушавали да кроз Иницијативни одбор остваре идеју о уређењу овог простора. Од тада, па наредних година одржавале су се незваничне комеморације и парастоси на овом месту, где су удружења и грађани чистили спомен парк.
На годишњицу убиства краља Александра I Карађорђевића, 9. октобра 2023. године, свечано је након рестаурације и извршених радова отворен спомен-парк Краљева чесма. Радове на обнови и рестаурацији извео је Град Београд, укључујући уређење парка са зеленим површинама, пешачке стазе, расвету и постављање клупа.
Након што су уништени после Другог светског рата, изнад чесме после реконструкције 2023. године понове стоје стихови : „Ток ми је живот вечне младости, а жубор песма чисте радости. Ко ток ми пије - тај и младује, ко жубор слуша - тај се радује”.
Завод за јавно здравље Србије истиче да из чесме тече изворска вода погодна за пиће и да се њен квалитет редовно контролише.